# Coccophagus matsuyamensis
Coccophagus matsuyamensis är en stekelart som beskrevs av Hajime Ishihara 1977. Coccophagus matsuyamensis ingår i släktet Coccophagus och familjen växtlussteklar.
Artens utbredningsområde är Italien. Inga underarter finns listade i Catalogue of Life.